# Agalinis chaparensis
Agalinis chaparensis là loài thực vật có hoa thuộc họ Cỏ chổi. Loài này được Barringer mô tả khoa học đầu tiên năm 1985.